# A hivatalos változat
A hivatalos változat (eredeti címén: La historia oficial) egy 1985-ben bemutatott, spanyol nyelvű argentin történelmi filmdráma. A Nemzeti Újjászervezési Folyamatnak nevezett történelmi időszakban játszódó alkotás számos díj mellett 1986-ban elnyerte a legjobb nem angol nyelvű filmnek járó Oscar-díjat és az Arany Glóbusz azonos kategóriájának díját is. A történet középpontjában egy anya áll, aki gyanús jelek hatására nyomozni kezd öt éve örökbefogadott lánya valódi származásáról.

## Cselekmény
|  | Alább a cselekmény részletei következnek! |

A történet 1983-ban, a Nemzeti Újjászervezési Folyamatnak nevezett diktatúra végső napjaiban játszódik. Roberto, aki magát (apjával és testvérével ellentétben) nyertes típusnak tartja, és életkörülményeiből valóban látszik is, hogy ide tartozik, csak azért kerülhetett ilyen helyzetbe, mert a diktatúra fontos kiszolgálója volt. Felesége, Alicia, a szigorú tanárnő, egy középiskolában tanít történelmet, és többször meggyűlik a baja a szemtelen diákokkal, akik ráadásul néha a hivatalos történelemkönyvekben leírtakkal ellentétes állításokat is megfogalmaznak. A család tudomást sem véve az ország nagy részének egyre romló helyzetéről, boldogan él öt éves örökbefogadott kislányukkal, Gabyval, akinek származását csak Roberto ismeri (és ő is csak részben), de mélyen hallgat róla.
Alicia azonban többször is látja az utcán például a Plaza de Mayó-i nagymamák tüntetését, akik elrabolt gyermekeikért és unokáikért tüntetnek, az iskolában pedig egy alkalommal a diákok rakják tele a táblát eltűnt (elrabolt) gyermekekről szóló, kivágott újságcikkekkel. Mindezek mellett egy Benítez nevű tanár is célzásokat tesz Alicia felé, aki lassan kezd ráébredni a valóságra, és elkezdi sejteni, hogy Gaby is egy szüleitől, nagyszüleitől elrabolt gyermek lehetett. Nyomozásba kezd, és végül eljut egy Sara nevű idős nőhöz, akiről a kislány néhány születési körülményének egyezősége miatt úgy véli, ő lehet a valódi nagyanya. Amikor azonban Robertónak akarja bemutatni a nőt, egyben felfedve neki nyomozásának eredményét, a férfi (aki a számára kedvezőtlenül alakuló politikai viszonyok miatt amúgy sincs jó hangulatban) haragra gerjed, mivel úgy hiszi, felesége le akar mondani a kislányról egy lényegében idegen ember miatt. El is üldözi a házból Sarát, amikor pedig meglátja, hogy Gaby valóban el is tűnt otthonról, még mérgesebb lesz és bántalmazza feleségét. Kiderül azonban, hogy a kislány „jó” helyen van, Alicia csak Roberto szüleihez küldte, hogy nyugodtan tudjanak beszélni. Meg is szólal a telefon, Roberto beszélhet kislányával, aki még énekel is „szüleinek”, akik elérzékenyülten hallgatják. A film anélkül ér véget, hogy kiderülne a gyermek további sorsa.
|  | Itt a vége a cselekmény részletezésének! |

## Szereplők
- Norma Aleandro ... Alicia
- Héctor Alterio ... Roberto
- Analia Castro ... Gaby
- Chunchuna Villafañe ... Ana
- Chela Ruiz ... Sara
- Hugo Arana ... Enrique
- Guillermo Battaglia ... José
- Patricio Contreras ... Benítez
- Laura Palmucci ... Rosa
- Leal Rey ... pap
- Aníbal Morixe ... Miller
- Jorge Petraglia ... Macci

## Díjak és jelölések
| 1986 | ACE-díj                                            | legjobb film                   |                           | Elnyerte |
| 1986 | ACE-díj                                            | legjobb színésznő              | Norma Aleandro            | Elnyerte |
| 1986 | ACE-díj                                            | legjobb rendező                | Luis Puenzo               | Elnyerte |
| 1986 | Amerikai Filmkritikusok Nemzeti Szövetségének díja | legjobb színésznő              | Norma Aleandro            | 3. hely  |
| 1986 | Arany Glóbusz                                      | legjobb nem angol nyelvű film  |                           | Elnyerte |
| 1986 | Argentin Filmkritikusok Társaságának díja          | legjobb film                   |                           | Elnyerte |
| 1986 | Argentin Filmkritikusok Társaságának díja          | legjobb színésznő              | Norma Aleandro            | Elnyerte |
| 1986 | Argentin Filmkritikusok Társaságának díja          | legjobb férfi mellékszereplő   | Patricio Contreras        | Elnyerte |
| 1986 | Argentin Filmkritikusok Társaságának díja          | legjobb női mellékszereplő     | Chela Ruiz                | Elnyerte |
| 1986 | Argentin Filmkritikusok Társaságának díja          | legjobb új színésznő           | Analia Castro             | Elnyerte |
| 1986 | Argentin Filmkritikusok Társaságának díja          | legjobb rendező                | Luis Puenzo               | Elnyerte |
| 1986 | Argentin Filmkritikusok Társaságának díja          | legjobb eredeti forgatókönyv   | Luis Puenzo, Aída Bortnik | Elnyerte |
| 1986 | Argentin Filmkritikusok Társaságának díja          | legjobb operatőr               | Félix Monti               | Elnyerte |
| 1986 | Argentin Filmkritikusok Társaságának díja          | legjobb szerkesztés            | Juan Carlos Macías        | Elnyerte |
| 1986 | Berlini nemzetközi filmfesztivál                   | Interfilm díj                  |                           | Elnyerte |
| 1985 | Cannes-i filmfesztivál                             | legjobb női alakítás díja      | Norma Aleandro            | Elnyerte |
| 1985 | Cannes-i filmfesztivál                             | Ökumenikus zsűri díja          |                           | Elnyerte |
| 1985 | Cannes-i filmfesztivál                             | Arany Pálma                    |                           | Jelölés  |
| 1985 | Cargagenai filmfesztivál                           | legjobb színésznő              | Norma Aleandro            | Elnyerte |
| 1985 | Chicagói filmfesztivál                             | legjobb játékfilm              |                           | Elnyerte |
| 1987 | David di Donatello-díj                             | legjobb nem olasz színésznő    | Norma Aleandro            | Elnyerte |
| 1987 | David di Donatello-díj                             | legjobb nem olasz rendező      | Luis Puenzo               | Jelölés  |
| 1987 | David di Donatello-díj                             | legjobb nem olasz film         |                           | Jelölés  |
| 1987 | David di Donatello-díj                             | legjobb nem olasz producer     | Marcelo Piñeyro           | Jelölés  |
| 1987 | David di Donatello-díj                             | legjobb nem olasz forgatókönyv | Luis Puenzo, Aída Bortnik | Jelölés  |
| 1985 | Kansasi filmkritikusok díja                        | legjobb nem amerikai film      |                           | Elnyerte |
| 1985 | Los Angeles-i filmkritikusok díja                  | legjobb nem amerikai film      |                           | Elnyerte |
| 1985 | NBR-díj                                            | legjobb nem amerikai filmek    |                           | Elnyerte |
| 1985 | New York-i filmkritikusok díja                     | legjobb színésznő              | Norma Aleandro            | Elnyerte |
| 1986 | Oscar-díj                                          | legjobb nem angol nyelvű film  |                           | Elnyerte |
| 1986 | Oscar-díj                                          | legjobb eredeti forgatókönyv   |                           | Jelölés  |
| 1987 | Sant Jordi díj                                     | legjobb nem spanyol színésznő  | Norma Aleandro            | Jelölés  |
| 1985 | Torontói nemzetközi filmfesztivál                  | Nézők választása díj           |                           | Elnyerte |